# Citigroup Centre (Sydney)
Il Citigroup Centre è un grattacielo di Sydney in Australia.

## Caratteristiche
La torre prende il nome da Citigroup Australia, che ne è l'inquilino principale.
L'edificio, alto 243 metri, è il decimo edificio più alto in Australia. Citigroup Center è anche il terzo edificio più alto della città misurato alla sua guglia.
Progettato da Crone and Associates l'edificio ha 41 livelli di spazi per uffici, 5 livelli di parcheggio sotterraneo e quattro livelli di spazi commerciali noti come "The Galeries". Una galleria commerciale sotterranea collega il piano seminterrato alla stazione del Municipio e al Queen Victoria Building.
L'edificio è di proprietà e gestione congiunta della Charter Hall e del gruppo GPT.